# Regens
Nella Chiesa cattolica, il regens (participio presente del verbo latino regere, "guidare", "governare") è il capo di un seminario episcopale, in particolare del seminario di una diocesi. Il reggente presiede la comunità di vita e di formazione dei seminaristi e regola tutte le questioni esterne del funzionamento del seminario. A volte viene chiamato anche superior ("capo").
Il termine regens deriva probabilmente dal fatto che nelle università del tardo Medioevo gli studenti vivevano solitamente in bursa o regentia, dove si svolgeva gran parte delle lezioni. Il capo di una reggenza, responsabile dell'organizzazione e della disciplina, era noto come magister regens, abbreviato anche come regens.
Il vescovo diocesano responsabile del seminario nomina il rettore, che riporta direttamente a lui. Il rettore di un seminario è sempre un sacerdote.
Regens o regent è anche il titolo degli assistenti del Prefetto della Casa Pontificia e del Cardinale Gran Penitenziere. 

## Compiti
Oltre alla gestione degli affari economici, del personale e dell'organizzazione del seminario, i suoi compiti comprendono la gestione disciplinare dell'istituto e il discernimento spirituale dei candidati al sacerdozio in vista della loro ammissione all'ordinazione. Ciò comprende, in particolare, i colloqui con i seminaristi sull'andamento dei loro studi e sulla loro situazione personale. Per sostenerlo nei suoi compiti, può essere assistito da un subregens, a lui subordinato e anch'esso nominato dal vescovo.
Oltre al rettore, ogni seminario ha un direttore spirituale, anch'esso un sacerdote nominato dal vescovo diocesano per la formazione dei candidati al sacerdozio, che è responsabile solo della guida spirituale dei candidati e non può svolgere alcun compito di leadership. La divisione dei compiti tra il rettore (guida disciplinare, forum externum) e il direttore spirituale (guida spirituale e confessore, forum internum) è rigorosamente rispettata per garantire ai seminaristi un rapporto di fiducia incondizionata con quest'ultimo.
Nelle diocesi che non hanno un proprio seminario, il rettore è responsabile della supervisione degli studenti di teologia diocesani. Organizza incontri con essi durante i quali è possibile mantenere i contatti personali, ma anche con il vertice della diocesi. Il rettore visita anche i suoi studenti nei vari luoghi di studio e formazione.

### Riferimenti
1. ↑  Regens. In: Brockhaus (Hrsg.): Conversations-Lexikon oder kurzgefaßtes Handwörterbuch. 1. Auflage. Band 8: Nachträge: M–Z. Kunst- und Industrie-Comptoir, Amsterdam 1809, S. 314 (copia digitalizzata, zeno.org).
2. ↑  Regens. 3). In: Heinrich August Pierer, Julius Löbe (Hrsg.): Universal-Lexikon der Gegenwart und Vergangenheit. 4. Auflage. Band 13: Pfiff–Reidsville. Altenburg 1861, S. 925 (copia digitalizzata, zeno.org).
3. ↑  Regensamt,  Diocesi di San Gallo